# Zabolay Károly
Zabolay Károly (Zabolai Károly, Kecskemét, 1826. január 30. – Kecskemét, 1887. május 31.) magyar szőlőnemesítő.

## Élete
Zabolai Sámuel és Bartzai Judith gyermekeként született. Orvostani tanulmányokat folytatott. Az 1848-49-es szabadságharc után hazaszeretete miatt kufsteini fogságot szenvedett. Szabadságának visszanyerése után szőlő- és gyümölcsművelésre adta magát, a chasselas-t és több nemes fajt a kecskemétieknél meghonosította. Utolsó éveiben mint napidíjas szolgálta szülővárosát, halálát májbaj okozta. Felesége Szabadi Lidia volt.

## Munkája
- A szakszerű szőlőmívelés. Kecskemét, 1882. (Mint 25 éves szőlőbirtokos tapasztalatai után írta.)